# Brezje pri Šentjerneju
Brezje pri Šentjerneju je naselje v Občini Šentjernej.